# Grenoble Foot 38

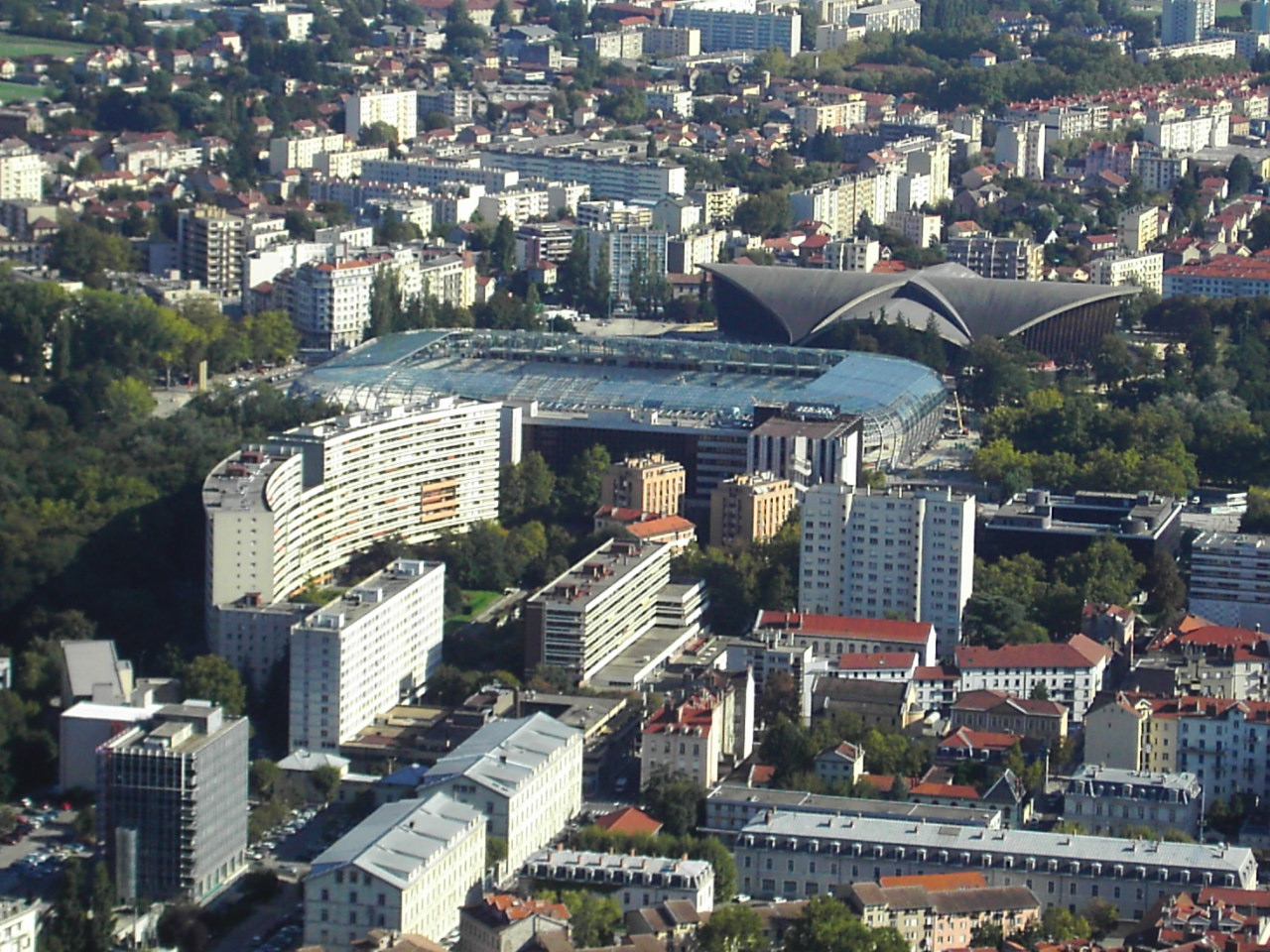
Stade des Alpes

Grenoble Foot 38 – francuski klub piłkarski z siedzibą w mieście Grenoble.

## Historia
Klub został założony w 1892 jako Football Club de Grenoble. Obecna nazwa powstała w wyniku fuzji z klubem Norcap Olympique, do której doszło w 1997 roku.

### Nazwa klubu
- 1892-1977 Football Club de Grenoble
- 1977-1984 Football Club Association Sportive de Grenoble
- 1984-1990 Football Club de Grenoble Dauphine
- 1990-1992 Football Club de Grenoble Isère
- 1992-1993 Football Club de Grenoble Jojo Isère
- 1993-1997 Olympique Grenoble Isère
- 1997- dziś  Grenoble Foot 38

## Osiągnięcia
- Zwycięzca Ligue 2: 1960, 1962
- Zwycięzca Championnat Nationale: 2001